# Muntanyes Titiwangsa
Les muntanyes Titiwangsa (en malai: Banjaran Titiwangsa) són la principal cadena muntanyenca que forma la columna vertebral de la península de Malaca.
Les muntanyes Titiwangsa forma part de les zones de sutura que s'estén de nord a sud, començant a Tailàndia i al sud cap a la península de Malàisia. La meitat occidental de les Muntanyes Titiwangsa és a la península de Malàisia, és una fusió de terrenys continentals que es coneix com cimmeriao Indoxina, mentre que la meitat oriental és una fusió de terrenys continentals que es coneix com Sinoburmalaya o Sibumasu. Aquestes dues meitats de terrenys van ser separades per l'oceà Paleotetis.
Els terrenys de Sibumasu per contra, només van començar a separar-se de Gondwana durant el Permià cap a Indoxina. La col·lisió de terrenys durant el Triàsic tardà va resultar en el tancament de l'oceà Paleotetis i la formació del que es coneix com a muntanyes Titiwangsa.
Aquesta muntanya és una part del sistema de les Muntanyes de Tenasserim. Forma la secció sud de la serralada central que s'estén des del Tibet a través de l'istme de Kra en la península malaia.
Les muntanyes Titiwangsa comencen al nord com una continuació de les Muntanyes Phuket, al sud de Tailàndia, anant cap al sud-est i acabe al sud, prop de Jelebu, Negeri Sembilan, Malàisia. El punt més alt és a 2183 m (la muntanya Korbu) i la seva longitud és del voltant de 480 km.
Les muntanyes actuen com una barrera natural, dividint la península de Malàisia entre orient i regions de la costa oest. S'anomenen "Banjaran Titiwangsa" o "Banjaran Besar" (muntanya principal) pels locals.